# 大山彰
大山 彰（おおやま あきら、1923年（大正12年）6月11日 - 2009年（平成21年）11月4日）は日本の原子力工学者。東京大学名誉教授。父である大山松次郎も同大学の名誉教授であった。日本の原子力工学の草分けのひとりである。
東京大学工学部助教授だった1955年に、政府の原子力推進政策により、原子力研究では初の国費留学生としてアルゴンヌ国立研究所に留学した。動力炉・核燃料開発事業団理事、原子力安全委員会委員、原子力委員会委員長代理などを歴任した。
1953年 東京大学から 工学博士号を得る。論文名は「電気接点の開閉現象に関する研究」。

## 著書
- 原子炉工学 オーム社 1959
- 原子力工学（現代電気工学講座 38） オーム社 1962
- 原子力発電（電気・電子工学大系 59） コロナ社 1973 ISBN 978-4-339-00338-3
- 現代原子力工学 オーム社 1977/1985 ISBN 4-274-12812-1